# Marginitermes cactiphagus
Marginitermes cactiphagus är en termitart som beskrevs av Myles 1997. Marginitermes cactiphagus ingår i släktet Marginitermes och familjen Kalotermitidae. Inga underarter finns listade i Catalogue of Life.